# Pascual Rodríguez Aldave
Pascual Rodríguez Aldave (1924-2013) fue un músico y compositor  español.
Pascual Rodríguez Aldabe pertenece a la llamada generación del 51. Fue hermano del diplomático es intelectual Alfonso Rodríguez Aldave. La obra de Pascual Rodríguez Aldabe está cercana a la de Maurice Ravel con una línea modernista de la vanguardia del siglo XX pero sin entrar en la estética radical. Fue miembro de la Real Academia de Bellas Artes de San Fernando y en 2009 recibió la Medalla de Oro del Conservatorio Pablo Sarasate de Pamplona.
En su obra, en la que compuso en varias lenguas, entre ellas el euskera, destacan las composiciones El Cristo ibérico, Akelarre I y II y el ciclo de canciones Los inmortales.

## Biografía
Pascual Rodríguez Aldave nació en la localidad navarra de Lesaca el 22 de junio de 1924. Su primera relación con la música la tuvo de mano del organista de Lesaca Víctor Albistur cuando contaba seis años de edad y con el pianista Salvador Rada, quien lo encaminó para estudiar, como alumno libre, en el Conservatorio Superior de Música de Bilbao en Vizcaya.
En 1947, tras acabar los estudios en Bilbao, volvió a su localidad natal donde ocupó el puesto de organista. En ese momento funda el Coro de Santa María. En 1948 viaja a México donde conoció a Adolfo Salazar y Rodolfo Halffter. Al año siguiente, en 1949, decide trasladarse a Barcelona para continuar estudiando en el Conservatorio Superior de Música de Barcelona y posteriormente se traslada a San Sebastián, en Guipúzcoa para finalizar los estudios oficiales. Allí recibió clases el pianista José María Iraola y el compositor Francisco Escudero.
En 1954  se traslada a París (Francia) para  completar sus conocimiento musicales. En la capital francesa recibió clases de  composición con Nadia Boulanger, piano con Agnelle Bundervoët y Andrée Bonneville, orquestación con Jean Française y dirección de orquesta con Eugène Bigot y se estable allí hasta 1973. En ese periodo recibió una beca del gobierno francés y da recitales de piano en varias ciudades europeas (como Londres, París, Madrid o San Sebastián), actividad que combina con la docencia, entre 1958 y 1966, es profesor de Historia de la Música en varias escuelas y luego se trabajaría con la Orquesta de la Radio y la Televisión Francesa.
En 1973 vuelve a Navarra y es nombrado director del Conservatorio Pablo Sarasate de Pamplona donde creó la Orquesta de Cámara y el Coro del Centro e introduce  obras sinfónico-corales de diversos autores. El año siguiente, 1974, fue miembro de la Real Academia de Bellas Artes de San Fernando. Entre 1976 y 1982 estudia órgano con  Luis Taberna y en 1983 deja el cargo de director del Conservatorio Pablo Sarasate. Entre 1997 y 1998 dirigió el Orfeón Pamplonés. En 2009 recibió la Medalla de Oro del Conservatorio Superior de Navarra 
Durante el mandato de Pascual Rodríguez Aldave en el Conservatorio Pablo Sarasate de Pamplona se interpretaron una docena de cantatas de J.S. Bach, partituras de Dufay, Purcell, Charpentier, Berlioz, Eslava, Stravinski y Remacha, siendo, algunas de ellas, estrenos absolutos en España. 
El 27 de marzo de 2013 murió en San Sebastián después de ser ingresado con  una insuficiencia cardiorrespiratoria. Tras los funerales en la parroquia de San Vicente de San Sebastián, fue inhumado en el cementerio de Polloe de esa ciudad.

## Obra
La obra de Pascual Rodríguez Aldave es extensa. Trabajó en varias lengua entre la que se encuentra el euskera; la composición O vos omnes incluye textos en euskera y latín.
Música escénica
- Akelarre, partitura burlesca dividida en dos partes: Jaun de Alzate y La dama de Urtubi (4 voces y orquesta), compuesta entre 1983 y 1991.

Música sinfónica
- Ave Maris Stella, compuesta en 1953.
- El Cristo ibérico, compuesta entre 1963 y 1967.
- Paráfrasis del Aleluya del VI tono Aleluya, compuesta en 1976.
- Pelegria naiziela, compuesta en 1978.
- Himno de Navarra, compuesta en 1988.
- Navarra, historia y camino, compuesta en 1992.
- Agerraldi Bakikoa (En castellano: Escena báquica), compuesta entre 1993 y 1995.
- Sorginen Agerpena (En castellano: La aparición de las brujas) compuesta entre 1994 y 1995.

Orquesta de cuerda
- Oi Bethleem, compuesta en 1980.
- Nerabe Sorta, compuesta en 1990.

Coro
- Epitafio de Don Quijote, compuesta en 1952.
- Tríptico del amor, compuesta entre 1952 y 1996.
- Nana del niño muerto, compuesta en 1956
- No me mueve mi Dios
- Ez dukezu O María
- El trapero, compuesta en 1959.
- Díptico renacentista, compuesta en 1977.
- Zer egin dizut nere herri? (Popule meus), compuesta entre 1960 y 1977.
- Perfección, compuesta en 1984.
- Benedicta es tu, compuesta en 1986.
- Negro Spirituals, compuesta en 1993.

Voz y piano
- Nafarroko, compuesta en 1949.
- Romance de Fuenteovejuna, compuesta en 1951.
- Azul, azul!, compuesta en 1952.
- Tú me mirarás llorando, compuesta en 1957.
- Tríptico renacentista, compuesta entre 1961 y 1993.
- A mi primer nieto, compuesta entre 1961 y 1994.
- El lagarto está llorando, compuesta en 1962.
- Las doce en el reloj, compuesta en 1984.
- Los inmortales, compuesta en 1986

Piano
- Tres cantilenas vascas, compuesta entre 1968 y 1989.